# XXVIIe siècle av. J.-C.
../.. | 
IVe millénaire av. J.-C. |
IIIe millénaire av. J.-C. |
IIe millénaire av. J.-C. |
../..
XXXe siècle av. J.-C.
| XXIXe siècle av. J.-C.
| XXVIIIe siècle av. J.-C.
| XXVIIe siècle av. J.-C.
| XXVIe siècle av. J.-C.

XXVe siècle av. J.-C.
| XXIVe siècle av. J.-C. 
| XXIIIe siècle av. J.-C.
| XXIIe siècle av. J.-C.
| XXIe siècle av. J.-C.
Liste des millénaires |
Liste des siècles

## Évènements
- 2750-2600 av. J.-C. : période des dynasties archaïques II (DA II) en Mésopotamie[1].
- Vers 2700 av. J.-C. : début de la statuaire en Égypte, avec les statues de schiste et de calcaire de Khâsekhemoui, créées pour son grand complexe de Hiérakonpolis (56 cm)[2]. Premiers essais de revêtement de pierre de taille dans le caveau (ou le cénotaphe) de Khâsekhemoui à Abydos.

- De 2740 à 2570 jusqu'à de 2647 à 2573 av. J.-C. selon les auteurs[3] : IIIe dynastie  Memphite : règnes de Sanakht (Nebka), Djéser, Khaba, Sekhemkhet, Néferkarê, Houny.
  - Imhotep, ministre et architecte de Djéser, construit la pyramide de Saqqarah, premier édifice en pierre de l’Égypte[4].
  - Memphis, capitale de la IIIe dynastie et de la IVe dynastie[5].

- 2670 à 2450 av. J.-C. : IVe dynastie en Égypte.

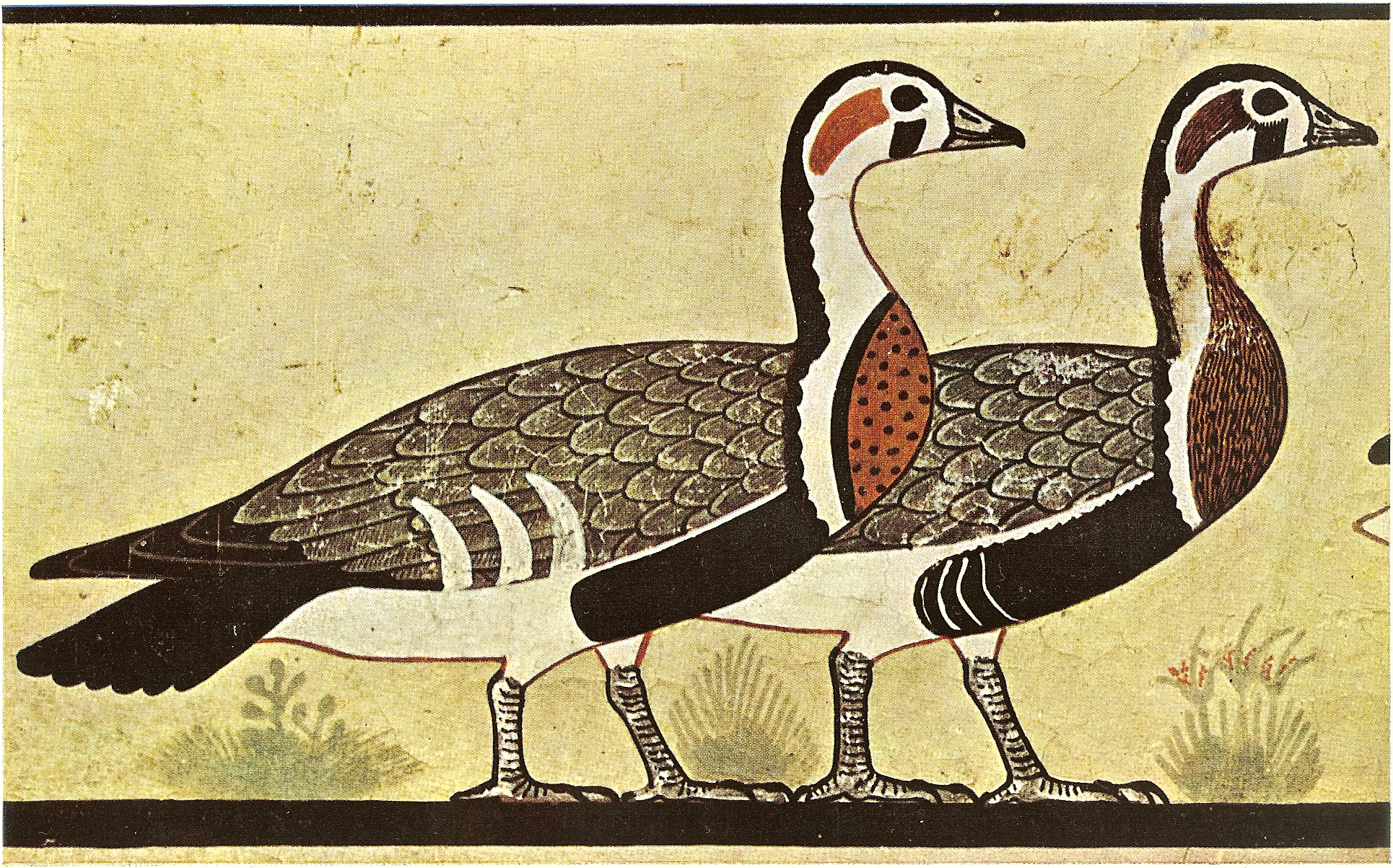
Fresque des « oies de Meïdoum » réalisées pendant la. Détail.

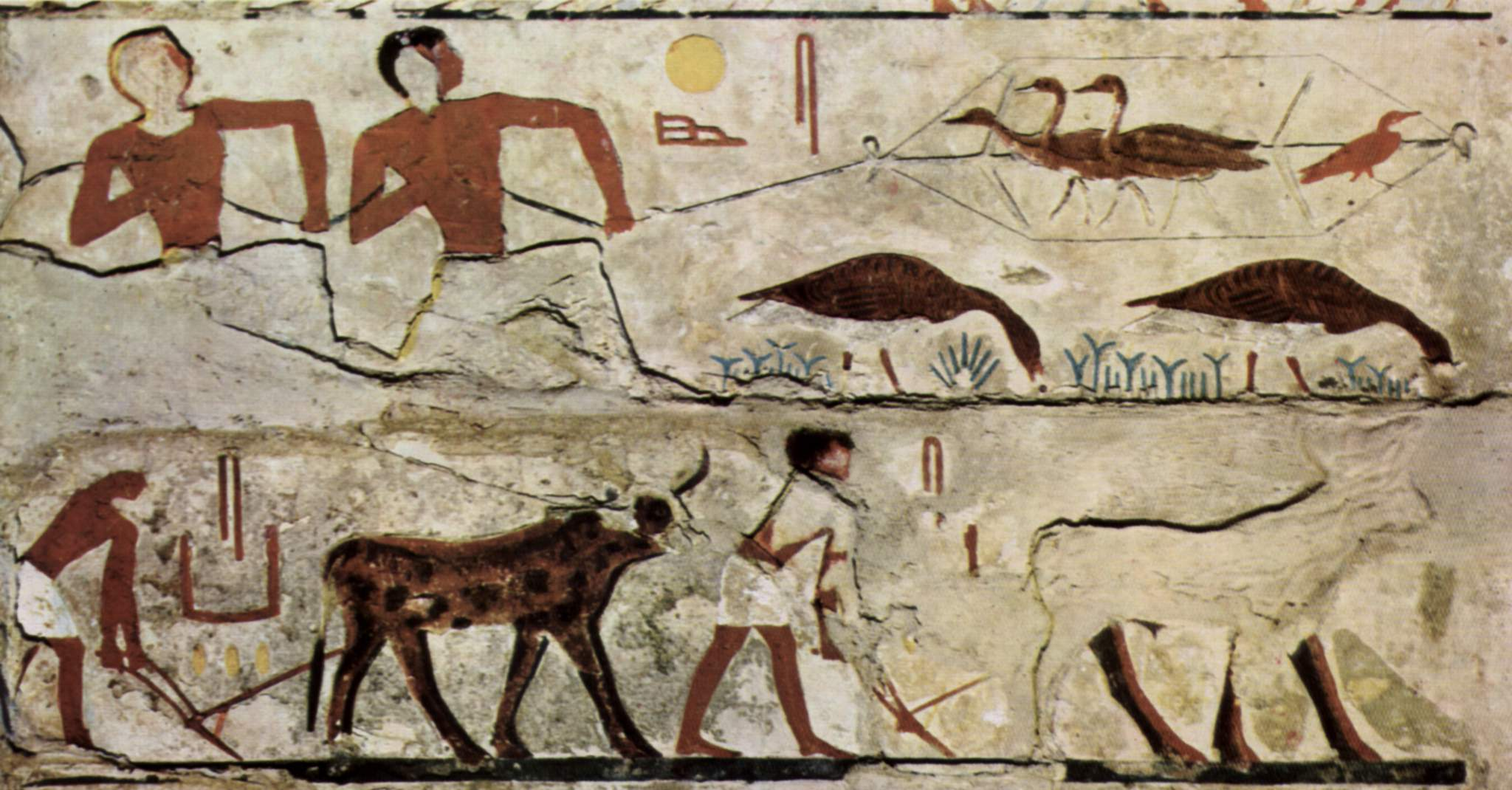
Peintures de la chambre funéraire d'Itet.

- 2670 à 2620 av. J.-C. : règne du pharaon Snéfrou. Néfermaât, vizir. Snéfrou mène une campagne en Nubie, d’où il rapporte un butin considérable et 7 000 prisonniers, qui seront employés comme serviteurs dans les grands domaines royaux ou seigneuriaux. Il envoie une expédition en Libye qui ramène 11 000 prisonniers et 13 100 têtes de bétail, et une expédition au Sinaï[2]. Snéfrou envoie 40 navires vers Byblos pour ramener du bois de cèdre pour la construction de vaisseaux[6]. Sous son règne et celui de son fils Kheops, l’exploitation des mines de cuivre et des carrières de turquoise du Sinaï se développe. La découverte de la tombe de la reine Hétephérès, épouse et sœur de Snéfrou et mère de Khéops montre que l’ébénisterie (lit et fauteuils de bois doré) et la joaillerie (bracelets en argent incrustés de papillons en cornaline, lapis-lazuli et turquoise) sont bien développées[7]. Une scène de labour peinte dans la tombe d'Itet et de Néfermaât à Meïdoum atteste pour la première fois cette technique en Afrique[8].
- Vers 2650 av. J.-C., règne supposé du roi semi-légendaire Gilgamesh[9].